# Slave River
Der Slave River (auch „Sklavenfluss“; französisch rivière des Esclaves) ist ein 434 km langer Fluss entlang der östlichen Grenze des Wood-Buffalo-Nationalparks im zentralen bis nordwestlichen Teil Kanadas.

## Flusslauf
Er bildet den Abfluss des Athabascasees in Alberta, nimmt anschließend das Wasser des Peace River auf, und fließt weitere 415 km in nördlicher Richtung durch die Nordwest-Territorien, bis er schließlich in den Großen Sklavensee mündet. Der Fluss gehört zum Flusssystem des Mackenzie River.
Der Name des Flusses hat nichts mit dem Begriff „Sklaverei“ zu tun. Details zur Herkunft des Namens sind im Artikel zum Großen Sklavensee zu finden.

## Orte am Fluss
- Fort Fitzgerald (Alberta)
- Fort Smith (NWT)
- Fort Resolution (NWT)